# Boys Like Girls
Boys Like Girls (BLG) est un groupe américain de pop rock, originaire de Andover, dans le Massachusetts. Formé en 2005, le groupe est composé de quatre membres que sont Martin Johnson, Paul DiGiovanni, Morgan Dorr, et John Keefe. En février 2011, le groupe annonce une pause indéterminée. Le 17 novembre 2011, Martin Johnson déclare que le groupe ne s'est pas séparé ; en revanche, les membres s'engagent dans des projets parallèles. En 2012, Boys Like Girls annonce un nouvel album studio, Crazy World, publié le 11 décembre 2012.

## Historique

### Formation et débuts (2005–2006)
Le groupe se forme en 2005 à Andover après que le chanteur Martin Johnson, ancien membre du groupe de Boston Fake ID/The Drive, ait écrits plusieurs chansons à enregistrer. Il recrute le bassiste Bryan Donahue et le batteur John Keefe. Keefe amène avec lui le guitariste Paul DiGiovanni, pour compléter la formation. Quelques-unes de leurs démos s'intituleront Free, If You Could See Me Now, et The Only Way That I Know How To Feel. Quelques mois plus tard, Keefe et DiGiovanni apprennent qu'ils sont cousins éloignés,. Le groupe changera de nom pour Boys Like Girls.
Le groupe remporte un franc succès sur le site Purevolume sur lequel ils avaient posté une version acoustique de Thunder ainsi qu'une démo de The Great Escape. Ils atteignent en fin d'année la première place du top chart des artistes non signés.

### Boys Like Girls(2006–2009)

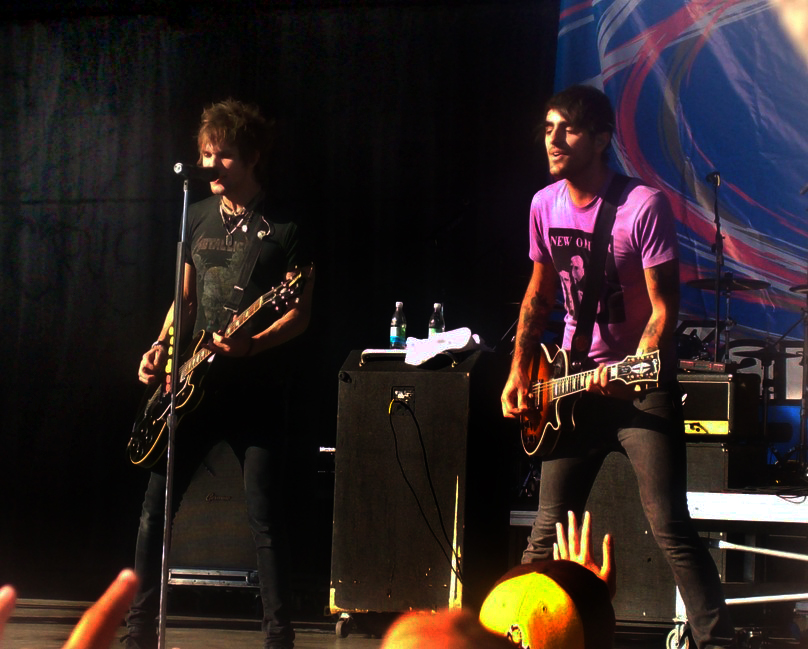
Boys Like Girls jouant à Kansas City.

C'est le 22 août 2006 que le quatuor sort son premier album éponyme produit par Matt Squire contenant douze titres. Il atteint en avril 2007 les 80 000 exemplaires vendus à travers les États-Unis. En août 2008, il atteint les 580 000 exemplaires vendus dans le pays.
En mars 2007, le groupe est élu Artiste de l'année par les lecteurs du Spin Magazine. Comme peut le suggérer le titre de leur album, leurs chansons ont majoritairement pour thèmes les relations amoureuses entre les garçons et les filles. Cependant Martin Johnson (musicien) évoque aussi dans ses textes des thèmes comme la lutte que sa mère a entrepris pour vaincre son cancer, la préadolescence ou encore le fait de quitter le domicile familial.
Bien qu'étant jeunes, ils partagent la scène avec de nombreux groupes comme : Lostprophets, Punchline, Valencia, The All-American Rejects, Motion City Soundtrack, Cobra Starship, Cartel, Cute Is What We Aim For, Good Charlotte, Metro Station, et Duke Squad.
En 2009, le groupe vient à enregistrer la chanson Two Is Better than One avec la talentueuse Taylor Swift. Aucune vidéo officielle de la chanson n'ayant été postée sur YouTube, des internautes ont trouvé le clip officiel (dans lequel Taylor Swift n'apparaît pas d'ailleurs) puis l'ont posté sur YouTube. Le clip dit officiel atteindra en deux ans les 7 millions de vues, ce qui est loin d'être peu pour un groupe loin du monde commercial et n'ayant pas bénéficié d'une médiatisation internationale.
En 2010, leur chanson The Great Escape (de 2006) est choisie pour les besoins du film d'animation de Disney, Raiponce. La chanson est d'ailleurs audible à travers la bande-annonce du film.

### Love Drunk(2009–2010)

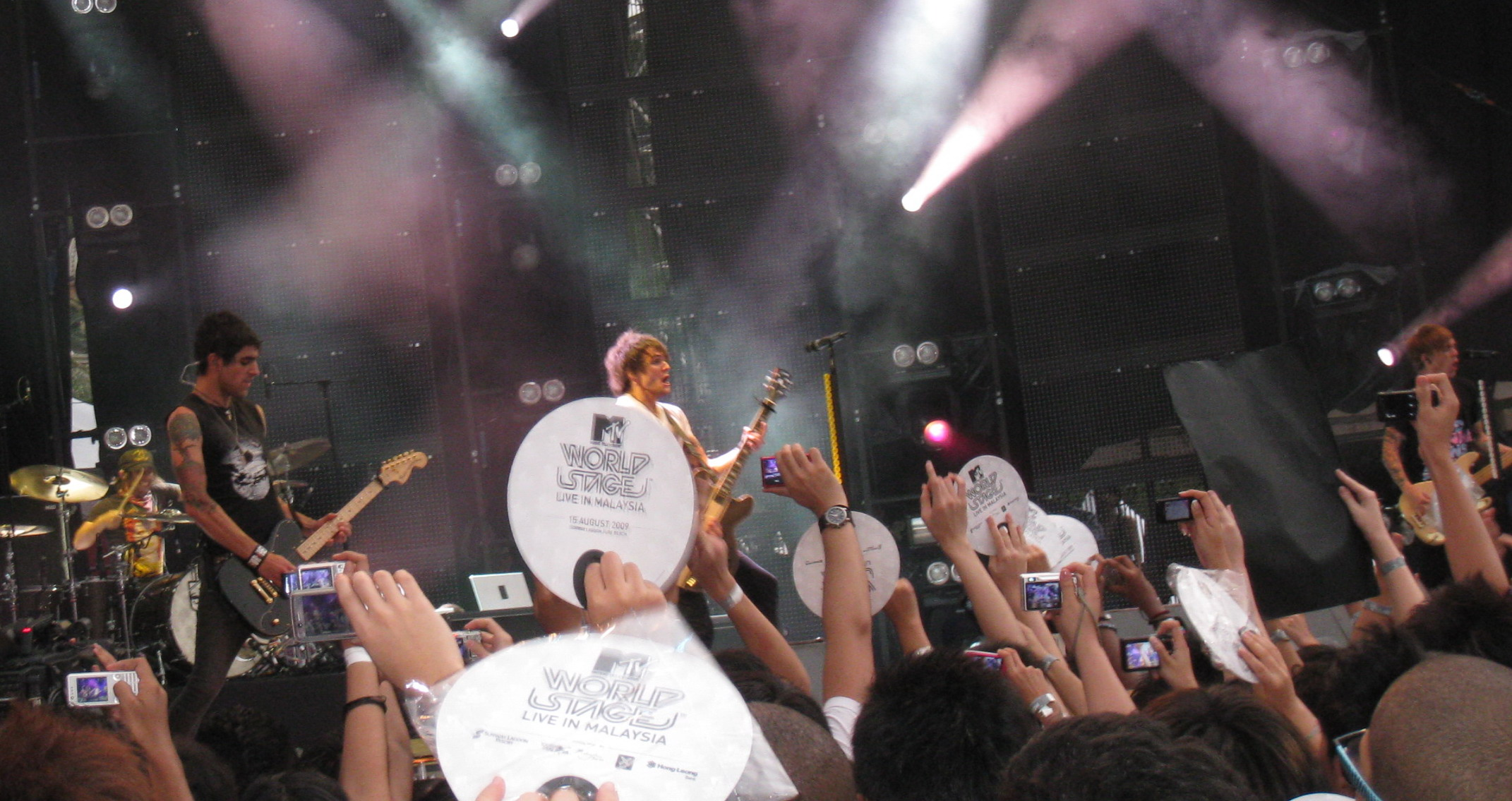
Boys Like Girls au MTV World Stage Live en Malaisie.

Johnson annonce l'enregistrement d'un nouvel album le 10 février 2009. Il est à moitié enregistré à Vancouver et l'autre moitié à New York City. Le groupe faire une tournée avec Cobra Starship, A Rocket to the Moon, The Maine, et VersaEmerge.
Le 18 juin, Boys Like Girls confirme le tire de leur deuxième album, Love Drunk. L'album est officiellement publié le 8 septembre 2009. Le 24 juin 2009, le groupe publie son premier single, le single-titre de l'album. Le clip de Love Drunk fait participer la chanteuse et actrice Ashley Tisdale. Ils publient leur deuxième single She's Got a Boyfriend Now sur iTunes en août. La quatrième chanson, Love Drunk, est intitulée Two Is Better than One, écrite par Taylor Swift. En mars 2010, Boys Like Girls supported Hedley along with Stereos and FeFe Dobson on select dates across Canada.

### Pause et projets solo (2010–2011)
Le 1er septembre 2010, le groupe publie une vidéo sur YouTube sur laquelle ils annoncent les préparations d'un nouvel album. Le 17 décembre 2010, Johnson confirme avoir terminé l'écriture des chansons. Au début de 2011, des rumeurs circulent selon lesquels les Boys Like Girls se seraient séparés, le groupe n'ayant publié aucune mise à jour. Ces rumeurs se révèlent fausses car le groupe enregistrera en studio. En février 2011, les membres travaillent sur des projets parallèles.

### Crazy World(depuis 2011)
En août 2016, le groupe embarque dans une tournée spéciale dix ans d'existence en soutien à leur album éponyme.

## Influences musicale et critiques reçues
Leurs influences sont un mélange de groupes de rock alternatif, et de pop punk, comme Jimmy Eat World, The Academy Is... et Dashboard Confessional. Alors que ces tendances sont clairement audibles sur les guitares et la batterie, les tendances punk rock sont de loin moins évidentes dans le chant ou le contenu des paroles.
En comparaison avec leurs pairs, Boys Like Girls a un son pop rock beaucoup aimé par les radios. Par conséquent, Boys Like Girls a été désigné comme « un album rempli de hit singles » ou « le tube de l'été », soulignant le potentiel du quartet pour composer des airs pouvant être appréciés par tous. D'autres critiques considèrent qu'« une copie de Jimmy Eat World » est une description plus adéquate. En général, les critiques sont allées de la médiocrité prévisible au début prometteur du nouveau venu, cependant pas nécessairement sur le plan de la longévité.
Tandis que la communauté en ligne couronnait les Boys Like Girls « Les Fall Out Boy de 2006 » (en référence au succès du groupe avec leur album From Under the Cork Tree en 2005), les ventes d'album étaient moins convaincantes. En dépit des dispositifs promotionnels des premières pages (tels que celle de Spin "Artiste du Jour" ou du très influent Absolutepunk.net « groupe figurant » et « absolument exclusif : extrait d'album »), Boys Like Girls n'a atteint que 1 472 unités vendues durant sa première semaine de ventes, échouant d'entrer dans le Billboard 200. Cependant, les tournées et la promotion continue ont permis à l'album de gagner la 179e entrée dans les charts en avril 2007, et d'atteindre la 124e place en juin 2007.

## Membres
- Martin Johnson - chant, guitare rythmique (depuis 2005)
- Gregory James - basse, chœurs (depuis 2021)
- Jamel Hawke - guitare solo, chœurs (depuis 2023)
- John Keefe - batterie (depuis 2005)

## Anciens membres
- Bryan Donahue - basse, chœurs (2005–2011)
- Morgan Dorr - basse, chœurs (2011–2021)
- Paul DiGiovanni - guitare solo, chœurs (2005–2022)

## Discographie

### Albums studio
- 2006 : Boys Like Girls
- 2009 : Love Drunk
- 2012 : Crazy World
- 2023 : Sunday At Foxwoods

### Singles
- 2006 : The Great Escape
- 2007 : Hero/Heroine
- 2008 : THUNDER
- 2009 : Love Drunk
- 2009 : Two Is Better Than One (feat. Taylor Swift)
- 2012 : Be Your Everything
- 2023 : Blood And Sugar[17]

## DVD
- 2008 : Read Between the Lines